# Albert Lorenz
Friedrich Albert Lorenz (* 31. Juli 1816 in Roßwein; † 24. März 1887 in Berlin) war ein preußischer Militärmusiker, Kapellmeister und Komponist. Bekanntheit erlangte er vor allem durch seine Kavalleriemärsche.

## Leben
Lorenz war Sohn des zu Liebenwerda verstorbenen Tuchmachermeisters Christian Friedrich Lorenz und seiner Ehefrau Johanne Christiane geb. Wegert. Nach seiner Ausbildung zum Kapellmeister meldete er sich freiwillig zum Dienst in der preußischen Armee und wurde im Jahr 1850 vom Offizierskorps des Königlich Preußischen 2. Garde-Ulanen-Regiments zum Leiter des Trompeterkorps des Regiments gewählt, nachdem der Vorgänger, Stabstrompeter Gröning, aus gesundheitlichen Gründen ausgeschieden war. Er dirigierte das Trompeterkorps des Königlich Preußischen 2. Garde-Ulanen-Regiments bis zum Jahr 1859. 1854 erhielt er das preußische Allgemeine Ehrenzeichen. In den Jahren von 1857 bis 1859 beteiligte er sich erfolgreich an den vom Verlag Bote und Bock (Berlin) ausgeschriebenen Kompositionswettbewerben. Einige seiner Kavalleriemärsche wurden in die Preußische Armeemarschsammlung aufgenommen.

## Werke (Auswahl)
- 1841/43 Trabmarsch nach Motiven des Balletts "Giselle" (Armeemarsch III, 33)
- 1855 Gruß an Dresden, op. 126 (Polka für Pianoforte)
- 1857 Parademarsch As-Dur, op. 152 (Armeemarsch III, 60; 3. Preis des Verlags Bote und Bock, Berlin 1857)
- 1858 Jubelmarsch, op. 150, für Blechinstrumente
- 1858 L'Adieu (Parademarsch für Pianoforte)
- 1858 Parademarsch B-Dur, op. 164 (Armeemarsch III, 58; 3. Preis des Verlags Bote und Bock, Berlin 1858)
- 1859 Parademarsch Es-Dur, op. 170 (Armeemarsch III, 59; 2. Preis des Verlags Bote und Bock, Berlin 1859)
- Arrangements-Marsch, op. 90
- Basta-Mazurek, op. 94
- Benjowski-Marsch, op. 93
- Le Souvenir (Defiliermarsch für Pianoforte)
- Quinze-Polka, op. 82
- Ziethen aus dem Busch (Marsch)